# Дейв Евънс
Дейвид Евънс (на английски: David Evans) е австралийски музикант, рок певец.
Роден е в гр. Кармартън, Уелс на 8 ноември 1952 г. Когато е на 5 години, семейството му се преселва в Австралия и се установява в гр. Таунсвил, щата Куинсланд.
Той е хронологически първият певец на хардрок групата AC/DC. Намира място в групата, след като се отзовава на обява във вестника. Остава в AC/DC само 9 месеца. Заради по-суровия глас на Бон Скот Евънс постепенно е заместен от него.
Дейв Евънс публикува самостоятелно соло албуми, от които никой не е успешен. Музиката му е близка до тази, която изпълнява AC/DC.

## Дискография
Заедно с AC/DC
- „Can I Sit Next to You, Girl“ (песен) (1974)

С Rabbit
- Rabbit (1976)
- Too Much Rock N Roll (1976)

С Thunder Down Under
- Thunder Down Under (1986)

Соло
- Hell of a Night (2001)
- Sinner (2006)
- Judgement Day (2008)

Други изяви
- 2007 – Концерт на Бон Скот
- „Sellout“ – Blood Duster, от албума Blood Duster (2003)